# Audie Norris
Audie James Norris (Jackson, Misisipi, 18 de diciembre de 1960) es un exjugador de baloncesto estadounidense que disputó 12 temporadas como profesional. Con 2,06 metros de altura, jugaba en la posición de pívot.

## Carrera deportiva

### Jugador

#### NBA
Después de completar los 4 años de la Universidad en la Universidad de Jackson, donde fue acumulando numerosos reconocimientos. Freshman del año, 2 veces elegido MVP de la liga. Siendo elegido miembro del Jackson State University Hall of Fame en 1998, fue seleccionado en el puesto 37.º del Draft de 1982 por los Portland Trail Blazers. Las lesiones no le respetaron y no pudo demostrar su calidad, promediando 4.4 puntos, 3.8 rebotes y 0.8 asistencias en los 187 partidos que jugó en la NBA.

#### Europa
Viajó a Europa para demostrar su calidad y jugó durante dos temporadas en el Benetton Treviso de la Lega italiana.
Antes de fichar por el conjunto italiano, realizó una prueba en el Real Madrid el 17 de mayo de 1985, pero el presidente madridista desestimó su fichaje por una pequeña diferencia económica en el contrato.
Tras el periplo italiano fichó por el Barcelona, donde jugó a un gran nivel entre 1987 y 1993. A pesar de las lesiones, que le tuvieron largas épocas alejado de las canchas, todavía hoy se le considera como el mejor extranjero que ha jugado en el Barcelona, y uno de los mayores talentos que han jugado la liga española. 
Con el Barcelona, y junto a jugadores como Juan Antonio San Epifanio (Epi), Nacho Solozabal, Andrés Jiménez  o Chicho Sibilio (con quien solo coincidió 1 temporada) formó uno de los mejores equipos de Europa. Ganó 3 Liga ACB, 2 Copas del Rey, 1 Lliga Catalana y 1 Copa Príncipe de Asturias. Su única cuenta pendiente fue la Copa de Europa, que no pudo ganar pese a disputar dos veces la final, frente a la Jugoplastica Split de Kukoc y compañía. Sus duelos con el jugador del Real Madrid, Fernando Martín, permanecen en la memoria de los grandes aficionados del baloncesto.
En 1993, cuando las lesiones ya lo abocaban definitivamente al final de su carrera, dejó el Barcelona para fichar por el conjunto griego del Peristeri Atenas, donde jugó su última temporada como profesional.

### Entrenador
Audie Norris posee el título de Entrenador Superior por la Federación Española de Baloncesto. Con más de 17 años de experiencia como entrenador tiene el conocimiento y experiencia para evaluar con precisión la capacidad atlética y de trabajar con los atletas para asegurar su éxito en la escuela secundaria, la universidad y los deportes profesionales. 
En Estados Unidos ha entrenado en High School, Prep School y Universidad, Cadete 12U, chicos y chicas de High School, AAU 18U Masculino y Femenino, NAIA, NCAA D-1 y Semi Pro. NBA Top 100 Camp, NBA Los Angeles Clippers Mo Williams Skill Development Camp, Uariachi Hoop Camp, Escuela Preparatoria New Horizon, 5-Star Basketball Camp, Genesis One Christian Prep School, Tougaloo College, Jackson Rage, Mississippi Lady Tigers, Saint Joseph Catholic High School, Jackson State University. 
En 2014, Norris ficha como parte del personal técnico del Club Baloncesto Sevilla, de la Liga Endesa ACB, como entrenador de pívots, teniendo que asumir las funciones de primer entrenador ya que la Liga ACB no convalidó la licencia de Scott Roth. Tras la destitución de Roth, Norris pasó a ser ayudante de Luis Casimiro. En el club sevillano se encargó personalmente de entrenar movimientos de pívot a jugadores como Kristaps Porziņģis y Willy Hernangómez.
En 2016 es nombrado Embajador de Ibiza Luxury Destination. 
En 2016 se hace cargo como técnico principal del Elite Training Camp de Jump10 y posteriormente también como head coach de los 4 equipos de China participantes en el Jump10 World Hoops Challenge en Shanghái, alcanzando el 4 puesto en la final.
En septiembre del 2016 trabaja durante un mes como entrenador de pívots en el Foshan LongLions de la CBA en China, dos de sus jugadores fueron enviados al Movistar Estudiantes.
En 2016 es nombrado Embajador de NBA en Europa.
En 2019 es entrenador del equipo TEAM SPAIN en el torneo internacional de baloncesto King of Kings en Shanghái, China .
Desde 2012 trabaja en sus clínics y campus de baloncesto por todo el mundo, España, Senegal, Grecia, Sudáfrica y su campus de verano Audie Norris Basketball Camp en Hospitalet de Llobregat en Barcelona.
Desde 2021 trabaja como Embajador en el FC Barcelona.

## Vida personal
Sobre la pista era conocido con el sobrenombre de "Atomic Dog", apodo que le puso su compañero Mychal Thompson, padre de Klay Thompson, por la brutalidad de sus mates durante los partidos. Estudió Recreación Terapéutica y Educación Especial en Jackson State University. 
Es el hermano pequeño del también exjugador Sylvester Norris, que militó en los San Antonio Spurs de la NBA. 
Ha sido nombrado embajador de la NBA por Adam Silver y participará en los programas de NBA Ambassador en Jr. NBA, NBA Cares.
Es entrenador superior FEB y miembro de la Asociación de Entrenadores Españoles de Baloncesto. También Embajador de la Copa Colegial en España.
Posee su propia línea de ropa, Audie Norris Clothing Line.